# Grézieux-le-Fromental
Grézieux-le-Fromental è un comune francese di 119 abitanti situato nel dipartimento della Loira della regione dell'Alvernia-Rodano-Alpi.

## Società

### Evoluzione demografica
Abitanti censiti